# 珈琲ブレイクン
珈琲ブレイクン（こーひーぶれいくん）は、かつてオスカープロモーションに所属していた日本のお笑いコンビ。

## メンバー
コテ（1978年2月1日 - ）47歳）ボケ担当。
- 福岡県太宰府市出身。身長165cm、血液型O型。声が小さい。
- かつては「着物デザイナー」の芸名でピン芸人で活動（素敵なサムスィング所属）。その後コンビ「舌打ちキャプテン」「イッコダテ」を経て、2009年11月～2011年4月まで「群青スパンキー」のメンバー[1]。
- 上の前歯が入れ歯。

いけだのひーくん（1978年8月9日 - ）（46歳）ツッコミ担当。
- 大阪府豊中市出身。身長170cm、血液型O型。声が大きい。
- 大学在学中の2000年、大学の友人に退学することを伝えた時に「それなら芸能人になるしかないで」ということを言われ、漠然と芸能界を目指して上京。東京にで先に芸人デビューしていた高校の同級生に芸人になることを勧められ、NSC（吉本総合芸能学院）を通らずに吉本興業にネタ見せに行き、一発合格してトリオ「777（スリーセブン）」としてデビュー。初舞台はルミネtheよしもとだった。777解散後は「ポローロン」というコンビで活動[2]。
- その後オスカープロ・コメディ・ファクトリー（OCF）に1期生として入る[1]。OCFを経てオスカーに所属した後は「ヒーター」(相方は森下貴司（現シロハタ）)、「チャィムズ」とコンビを結成・解散[2]。
- 引退後、2016年10月30日に橋本マリエ（元飛び魚）との婚約を発表[3]。

## 来歴
- 2011年5月1日結成。コンビ名の由来は、コテの「こ」とひーくんの「ひ」をつなげて、こーひーがブレイクしますようにという意味も込めて「珈琲ブレイクン」になった[4]。実は最初、「こーひーぶれいく」だったらしいが、姓名判断で調べたところ最悪だったため「珈琲ブレイクン」にしたら最高によかったということでこのコンビ名になった。
- コテは「群青スパンキー」時代に、2010年12月28日放送の『ロンドンハーツ』（テレビ朝日）「男性芸能人がリアルに選んだ 付き合いたい女芸人グランプリ」にて光浦靖子（オアシズ）を選んだ際に宣材写真が出て、田村淳（ロンドンブーツ1号2号）がその宣材写真で変なピースをしてるコテをイジり、そのピースを「コテピース」と名付けた。そしてコテはYahoo!検索ランキングで1位に躍り出るなどプチブレイクを果たした。
- 2012年「オスカープロお笑いライブ」年間ランキング1位[5]。
- 2013年「オスカーチャンピオンシップ2013」優勝[6]。
- 2016年5月1日を以って解散。ひーくんは引退、コテは芸人活動を続行することを明らかにしている[2]。

## 芸風
主にショートコント、ショートギャグのネタを繰り出している。ネタの間には「珈琲～ブレイク～ン」と、振りを付けて歌ってブリッジとしている。

## 出演

### テレビ
- サタネプ☆ベストテン（2012年9月1日、TBSテレビ）
- ナマイキ!あらびき団（2012年11月22日、TBSテレビ）
- うつけもん（2014年4月16日深夜、フジテレビ）
- 『ぷっ』すま（2014年5月30日深夜、テレビ朝日）